# Arachosia dubia
Arachosia dubia är en spindelart som först beskrevs av Lucien Berland 1913.  Arachosia dubia ingår i släktet Arachosia och familjen spökspindlar.
Artens utbredningsområde är Ecuador. Inga underarter finns listade i Catalogue of Life.